# EClicto
eClicto – pierwszy w Polsce projekt dotyczący e-booków, który został wprowadzony przez firmę Kolporter Info na rynek polski w grudniu 2009. W jego skład wchodzą czytnik książek elektronicznych, sklep internetowy ze zbiorem książek elektronicznych, blog internetowy oraz program komputerowy zapewniający łatwe tworzenie i dostęp do zakupionych e-książek.
Projekt ruszył 10 grudnia 2009 roku, 9 grudnia w Warszawie odbyła się konferencja prasowa transmitowana również przez internet.

## Czytnik eClicto
Czytnik eClicto opiera się na konstrukcji Netronix EB-600, jest wyposażony w 6-calowy (122 mm x 91 mm) czarno-biały ekran wykonany w technologii E Ink. Ekran ma rozdzielczość 800x600 pikseli, cztery odcienie szarości (dithering) oraz 166 dpi. Możliwe jest zwiększenie 512 MB wewnętrznej pamięci o 4 GB za pomocą kart SD. Głównym formatem e-książek jest niestronicowany EPUB, ale obsługuje także pliki w standardach otwartych, takich jak PDF, TXT, HTML. Czytnik ma wbudowany odtwarzacz MP3, komunikuje się z komputerem poprzez złącze USB 2.0. Pojemność ładowalnej baterii (800 mAh), wraz z którą czytnik waży 174 gramy, pozwala na przeczytanie 500 stron. Promocyjna cena czytnika wraz z pakietem 100 darmowych książek (które w większości i tak są dostępne za darmo) wynosi 899 zł.
W połowie 2010 roku Kolporter planuje wprowadzenie do sprzedaży większego czytnika eClicto z 10-calowym ekranem dotykowym, wyposażonego w Wi-Fi i modem 3G.

## Problemy z licencją GPL
W związku z zastosowaniem w eClicto systemu operacyjnego Linux, udostępnionego na licencji GPL, producent zobowiązany jest do upublicznienia jego kodu źródłowego, wraz z naniesionymi przez siebie zmianami. Producent dotychczas nie uczynił tego, twierdząc że może to naruszyć bezpieczeństwo ich systemu.
Wciąż nie pojawiła się oficjalna opinia prawników, reprezentujących w tej sprawie firmę Kolporter Info. Własną ocenę prawną przedstawił za to, w swoim blogu, Olgierd Rudak.